# Alexei Rostislavovich Kim
Alexei Rostislavovich Kim (chữ Kirin: Алексей Ростиславович Ким, sinh ngày 21 tháng 9 năm 1958) là một tướng lĩnh quân đội Liên bang Nga, Phó Tổng Tham mưu trưởng Lực lượng Vũ trang Liên bang Nga từ năm 2022, Thượng tướng (2020). Phó tiến sĩ khoa học quân sự, Chuyên gia quân sự danh dự của Liên bang Nga.

## Tiểu sử
Năm 1979, ông tốt nghiệp Trường Trung học Quân sự Moskva và bắt đầu phục vụ trong quân đội với tư cách là một phần của Đội quân có giới hạn của Lực lượng Liên Xô tại Afghanistan.
Ông tốt nghiệp với huy chương vàng Học viện Quân sự  Frunze.
Ông từng là Phó Trưởng Ban Tác chiến của bộ tư lệnh lực lượng binh chủng hợp thành trong cuộc nội chiến Tajikistan. Ông đã được trao tặng Huân chương Dũng cảm.
Khi Chiến tranh Chechnya lần thứ hai bùng nổ, ông giữ chức vụ tham mưu trưởng - phó chỉ huy thứ nhất cánh quân hướng tây của Nhóm liên quân Lực lượng Liên bang ở Bắc Kavkaz, lực lượng đã giải phóng các vùng Achkhoi-Martan và Urus-Martan của Chechnya và tham gia giải phóng Grozny.
Từ tháng 8 năm 1999, ông giữ chức vụ trưởng phòng tác chiến - phó tham mưu trưởng quân đoàn 58 quân khu Bắc Kavkaz..
Năm 2003, ông tốt nghiệp với huy chương vàng Học viện Quân sự Bộ Tổng tham mưu Lực lượng Vũ trang Liên bang Nga.
Từ năm 2008 đến tháng 12 năm 2009, ông làm Phó Giám đốc Học viện Binh chủng hợp thành của Lực lượng Vũ trang Liên bang Nga về công tác giáo dục và khoa học.
Từ tháng 12 năm 2009 đến tháng 1 năm 2010, ông là Giám đốc Học viện Binh chủng hợp thành của Lực lượng Vũ trang Liên bang Nga. Từ tháng 1 năm 2010 đến tháng 8 năm 2014 - Phó Giám đốc Học viện Binh chủng hợp thành về công tác giáo dục và khoa học.
Từ tháng 2 đến tháng 12 năm 2017, ông là người đứng đầu Trung tâm Hòa giải các bên tham chiến tại Cộng hòa Ả Rập Syria..
Từ tháng 8 năm 2014 đến tháng 4 năm 2019, ông làm Phó Giám đốc phụ trách công tác học thuật của Học viện Quân sự Bộ Tổng tham mưu Lực lượng Vũ trang Liên bang Nga.
Kể từ tháng 4 năm 2019, ông làm Phó Tổng Tư lệnh Lực lượng Mặt đất cho các Hoạt động Gìn giữ Hòa bình.
Kể từ tháng 9 năm 2022, Tổng tham mưu trưởng - Phó tổng tư lệnh thứ nhất của Lực lượng mặt đất Liên bang Nga.
Theo Nghị định của Tổng thống Liên bang Nga số 769 ngày 10 tháng 12 năm 2020, ông được phong quân hàm Thượng tướng.
Kể từ tháng 1 năm 2023 - ông làm Phó Tổng Tham mưu trưởng Lực lượng Vũ trang Liên bang Nga. Ngày 11 tháng 01 năm 2023, ông được bổ nhiệm giữ chức vụ Phó Tư lệnh Cụm tác chiến Quân khu Đặc biệt.
Ông là thành viên của Hội đồng quản trị của Tổ chức công cộng liên vùng dành cho sinh viên tốt nghiệp trường chỉ huy quân sự cấp cao Moskva.
Ông là Phó tiến sĩ Khoa học quân sự.

## Giải thưởng
- Huân chương "Có công với Tổ quốc" hạng 2 với thanh kiếm
- Huân chương "Có công với Tổ quốc" hạng 3 với thanh kiếm
- Huân chương Bảo vệ Tổ quốc hạng 4
- Huân chương Kutuzov
- Huân chương Dũng cảm
- Huân chương Quân công
- Huân chương "Phục vụ Tổ quốc trong Lực lượng Vũ trang Liên Xô" hạng 3
- Huy chương của Liên Xô và Liên bang Nga
- Chuyên gia quân sự danh dự của Liên bang Nga